# Conus quercinus
Conus quercinus é uma espécie de gastrópode do gênero Conus, pertencente à família Conidae.

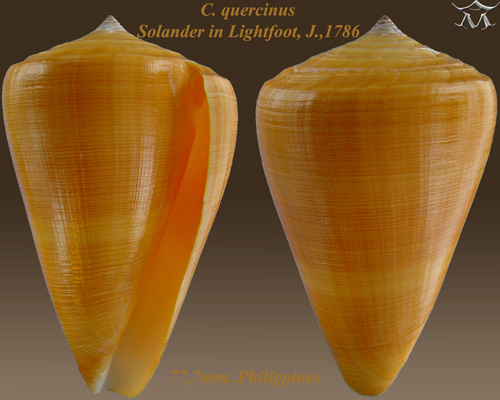
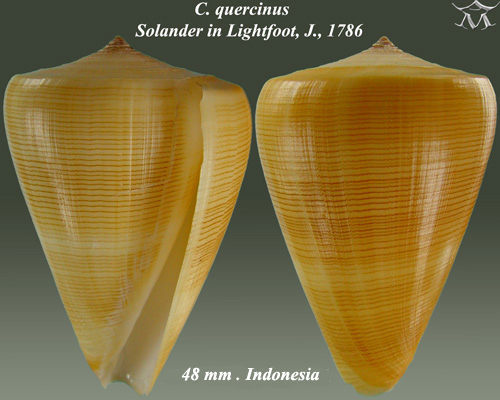
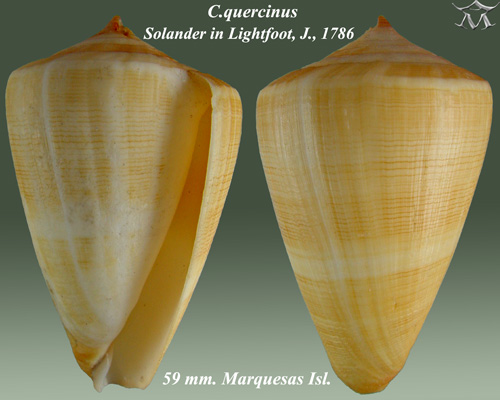
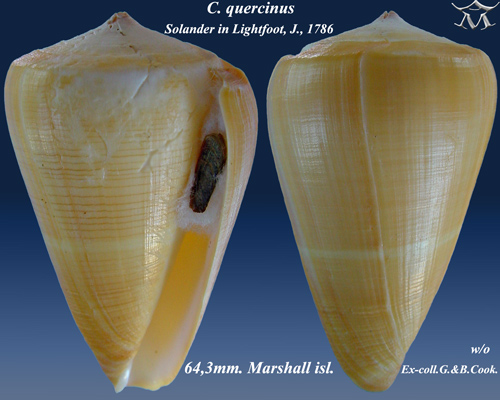